# Almafuerte (Córdoba)
Almafuerte is een plaats in het Argentijnse bestuurlijke gebied Tercero Arriba in de provincie Córdoba. De plaats telt 10.534 inwoners.

## Geboren
- Jorge Giacinti (1974), Argentijns wielrenner